# Вербова (притока Кальміусу)
Вербова — річка в Україні у Бойківському районі Донецької області. Права притока річки Кальміусу (басейн Азовського моря).

## Опис
Довжина річки 12 км, похил річки 8,5 м/км, площа басейну водозбору 53,4 км², найкоротша відстань між витоком і гирлом — 9,59  км, коефіцієнт звивистості річки — 1,25 . Формується багатьма балками та загатами.

## Розташування
Бере початок у селі Федорівка. Тече переважно на південний схід і на південно-західній околиці села Чермалик впадає в річку Кальміус (Павлопільське водосховище).

## Цікаві факти
- У XX столітті на річці існували водосховища, вівце,- птице-тваринні ферми (ВТФ, ПТФ), а також газгольдери та газові свердловини[3].